# 黃竣鋒
黃竣鋒（Jason Wong，1978年7月8日—），原名黃集鋒；出生於中華人民共和國廣東省汕頭市,於香港出道的影視演員，2012年參加《ATV 2012亞洲先生競選》榮獲季軍和最具領袖風範大獎，簽約亞洲電視之後正式出道。
他從小受國術宗師、功夫巨星李小龍影響，熱愛運動和武術，為以後的動作演出打下根基。17歲時參加1995年廣東省第七屆拳擊錦標賽，榮獲63KG級別冠軍。1997年服役於中國人民解放軍北海艦隊航空兵司令部，並且獲得三次優秀士兵獎。2001年參加《南方新絲路模特大賽》並獲得十優模特。同時他亦持有國際適體能高級私人健身教練牌照
出道至今參與多部電影及電視劇的演出，其中包括由美國導演麥可·曼恩執導的電影《黑客特攻》和電視劇《諜影迷情》第四季。
黃竣鋒曾於亞洲電視公關部工作，黃守東是其直屬上司，兩人建立了深厚的友誼。
2015年在內地工作期間遇上交通意外出手相助，事件爆光後被傳媒廣泛報導稱之為見義勇為的演員
2016年得到王晶導演賞識，在其電影《追龍》飾演公仔强一角讓人留下深刻印象。
2022年8月29日，黃竣鋒於吳志雄在深圳開設之餐廳內遇襲，黃竣鋒被人連斬3刀，臉部、左手及左腰嚴重受傷，急送醫院搶救，並接受多個手術。

## 曾獲獎項
- 三度獲得人民解放軍北海艦隊航空兵 優秀士兵榮譽
- 廣東省第七屆拳擊錦標賽  冠軍
- 《南方新絲路模特大賽》十優模特
- 《 ATV 2012 亞洲先生競選》 季軍
- 《 ATV 2012 亞洲先生競選》最具領袖風範大獎

## 演出作品

### 電影
- 2013年：《掃毒》
- 2014年：《喜愛夜蒲3》
- 2014年：《一個人的武林》
- 2014年：
- 2015年：《12金鴨》
- 2015年 : 《陀地驅魔人》飾演CID
- 2016年:  《非常盜2》
- 2016年：《使徒行者》
- 2016年：《選老頂》
- 2016年：《獵影追凶》飾演陳得
- 2016年:  《北京遇上西雅圖之不二情書》
- 2017年：《拆彈專家》
- 2017年：《追龍》飾演公仔强
- 2016年 ：未上映《一炮三響》
- 2018年 ：《逆向誘拐》飾演警察
- 2017年：《愛比死更冷》
- 2017年：未上映《奪命追兇》
- 2017年 ：未上映《瘋狂的錘子》飾演國際大盜
- 2018年 ：《唐伯虎點秋香2019》飾演奪命輸家
- 2019年 ：《追龍II：賊王》飾演火爆
- 2019年 ：《藍月之屠龍戰刃》飾演族長
- 2019年 ：《精武陳真》飾演趙四輩
- 2019年： 《捕獸師》飾演鐵男
- 2020年: 《倚天屠龍記》飾演喻岱岩
- 2020年: 《夺命血泊》飾演黑哥
- 2020年: 《2019九品芝麻官》飾演周捕頭
- 2020年: 《重装战警》飾演大石
- 2020年: 《隐武者》飾演許東
- 2022年：《黃金大逃獄》飾演蛇仔
- 2023年：《守闕者》飾演杜樂德
- 2023年：《黑白潛行》飾演曼巴

### 微電影
- 2014年：《滅火雙雄》飾演張偉雄
- 2015年：《南樓》飾演司徒煦
- 2016年：《親．宴》

### 電視劇
- 2013年：《諜影迷情》  第四季
- 2014年：《女神辦公室》
- 2014年：《風雲天地》
- 2016年：《喬安你好》
- 2015年：《天才在左 瘋子在右》
- 2016年：《無間道》
- 2016年：香港電台《私隱何價》
- 2017年：未上映《異次元迷案》飾演楊振武
- 2018年：《蝕日風暴》飾演雞翼
- 2018年：《暗算天機》飾演童見博
- 2021年: 《黑金风暴》飾演张泰

### 主持（亞洲電視）
- 《愛.潮流》
- 《風雲大事一百年》
- 《星動亞洲》
- 《一路向北》
- 《2014年亞洲先生競選》

## 外部連結
- 黃竣鋒 （页面存档备份，存于）的新浪微博專頁
- 黃竣鋒 （页面存档备份，存于）的Facebook專頁
- 黃竣鋒的Instagram帳戶